# One1 Two2 Three3 Four4
One1 Two2 Three3 Four4 è il diciannovesimo album dei Matia Bazar, pubblicato su CD nel 2007 dall'etichetta discografica MBO Music (catalogo 591 3 00005 8) / Bazar Music per la Universal.

## Descrizione
Primo volume di un progetto in due CD in cui il gruppo reinterpreta brani dal repertorio italiano rivisitandoli con nuovi arrangiamenti.
Insieme al successivo One1 Two2 Three3 Four4 - Volume due pubblicato nel 2008 e al precedente Profili svelati del 2005, conclude la collaborazione musicale con la cantante Roberta Faccani, che lascerà la band nel 2010.
L'album è stato anticipato dal singolo Ho in mente te, consegnato alle radio per la diffusione dal 24 agosto 2007 e reso disponibile sulle piattaforme per la vendita della musica digitale dal primo settembre.
Tra gli altri musicisti che collaborano con il gruppo ci sono Max Longhi e Giorgio Vanni.

## Tracce
CD
1. Jesahel – 3:35 (testo: Ivano Fossati – musica: Oscar Prudente)
2. Ho in mente te (You Were on My Mind) – 3:29 (testo: Mogol – musica: (e testo originale) Sylvia Fricker)
3. Ragazzo di strada (I Ain't No Miracle Worker) – 3:06 (testo: Nisa – musica: (e testo originale) Nancie Mantz, Annette Tucker)
4. Mentre tutto scorre – 3:42 (Giuliano Sangiorgi)
5. Una ragazza in due (Down Came the Rain) – 3:06 (testo: Leo Chiosso – musica: (e testo originale) Robin Conrad, Mitch Murray)
6. Impressioni di settembre – 4:29 (testo: Mogol, Mauro Pagani – musica: Franco Mussida)
7. Ti sento – 4:22 (testo: Aldo Stellita – musica: Sergio Cossu, Carlo Marrale)
8. Noi due nel mondo e nell'anima – 3:21 (testo: Valerio Negrini – musica: Roby Facchinetti)
9. Svegliarsi la mattina – 3:38 (testo: Thomas De Gasperi, Matteo Maffucci – musica: Enrico Ciarallo, Danilo Paoni)
10. Come mai – 5:08 (testo: Mauro Repetto – musica: Max Pezzali)
11. Io vagabondo – 3:47 (testo: Alberto Salerno – musica: Damiano Dattoli)
12. Questo folle sentimento – 3:04 (testo: Mogol – musica: Lucio Battisti)
13. Un giorno migliore – 4:05 (Cesare Cremonini)
14. Moby Dick – 3:49 (testo: Francesco Di Giacomo, Vittorio Nocenzi, Giovanni Nocenzi – musica: Vittorio Nocenzi, Giovanni Nocenzi)
15. L'isola di Wight (Wight Is Wight) – 4:02 (testo: Alberto Salerno, Claudio Daiano – musica: (e testo originale) Michel Delpech, Roland Vincent)

## Formazione
Gruppo
- Roberta Faccani - voce
- Piero Cassano - chitarre, cori, tastiere
- Fabio Perversi - tastiere, cori, pianoforte
- Giancarlo Golzi - batteria, cori

Altri musicisti
- Fabio Gargiulo - chitarra
- Carlo Gargioni - pianoforte
- Maurizio Macchioni - chitarra acustica
- Giorgio Cocilovo - chitarra acustica
- Max Longhi - tastiera, pianoforte, programmazione
- Mario Natale - programmazione
- Roberto Cecchetto - chitarra acustica
- Luca Colombo - chitarra acustica
- Ludovico Vagnone - chitarra acustica
- Claudio De Vecchi - chitarra acustica
- Coro gospel nazionale Nicolini Sound 95 Gospel Choir[1]

## Classifiche
| Classifica (2007) | Posizione |
| ----------------- | --------- |
| Italia            | 29        |